# Governatorato di Kaluga
La Gubernija di Kaluga (in russo Калужская губерния?) era una gubernija dell'Impero russo, che occupava grossomodo l'attuale territorio dell'oblast' di Kaluga. Istituita nel 1796, esistette fino al 1929. Il capoluogo era Kaluga.